# Рётенбах-бай-Херцогенбухзе
Рётенбах-бай-Херцогенбухзе (нем. Röthenbach bei Herzogenbuchsee) — бывшая коммуна в Швейцарии, в кантоне Берн. 
Входила в состав округа Ванген. С 1 января 2009 года вошла в состав коммуны Хайменхаузен. Население составляет 354 человека (на 31 декабря 2006 года). Официальный код — 0986.